# Filozófiai Kert

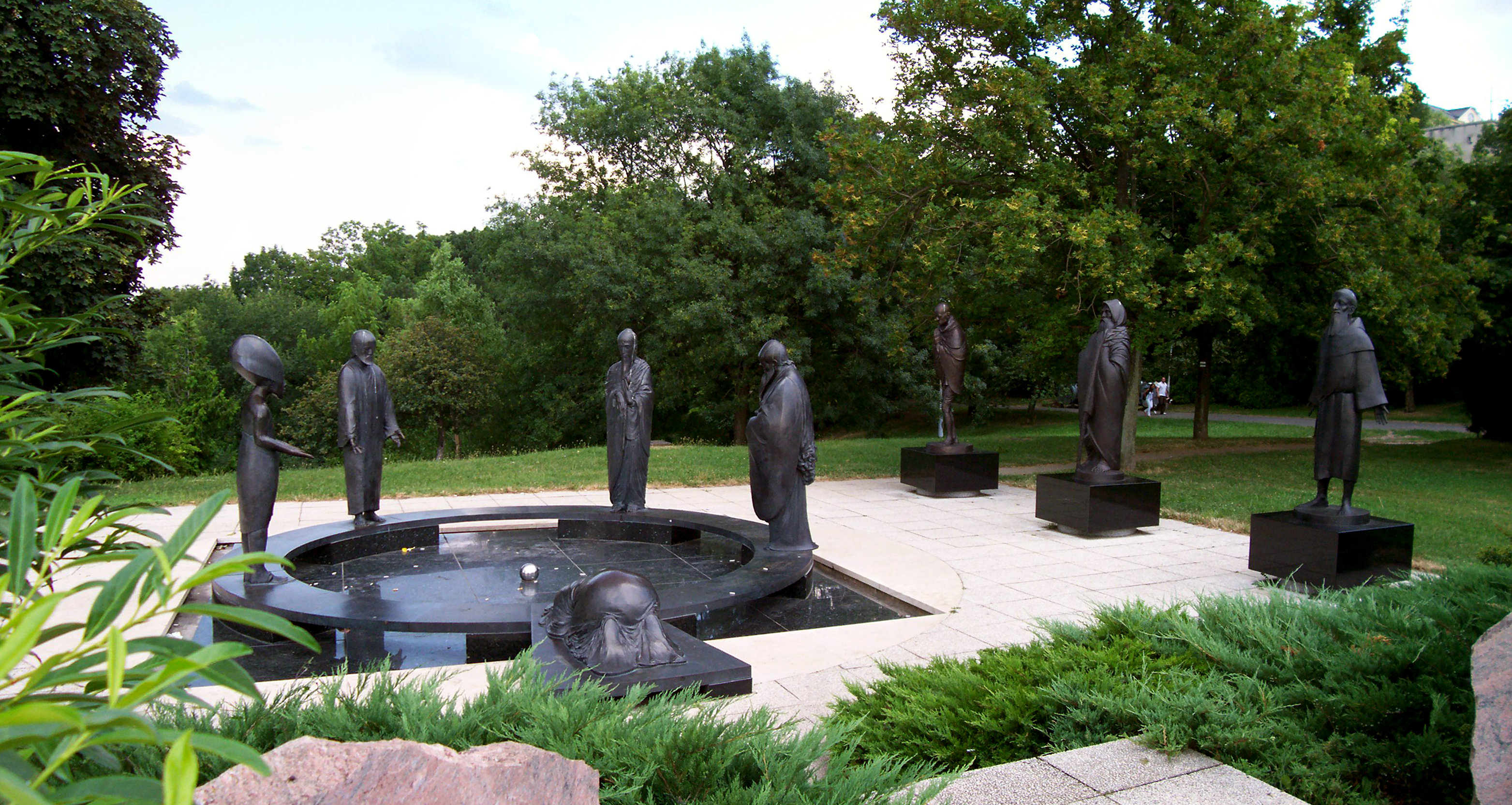
Khu vườn triết học ở Budapest, Hungary

Filozófiai Kert (Tiếng Anh: The Garden of Philosophy; Tiếng Việt tạm dịch: Khu vườn triết học) là một quần thể các tác phẩm điêu khắc nằm trên đồi Gellért thuộc thành phố thủ đô Budapest của đất nước Hungary. Các tượng điêu khắc này lấy chủ đề danh nhân thế giới, được chạm trổ công phu bởi điêu khắc gia người Hungary là Nandor Wagner (1922-1997). Nandor Wagner đã dành hẳn mười lăm năm ròng rã để tạo nên những bức tượng các danh nhân lớn thuộc các tôn giáo và hệ tư tưởng tinh thần khác nhau, nhằm mục đích gầy dựng sự hiểu biết chung và thấu cảm giữa các tôn giáo và nên văn hóa khác biệt.

## Về Khu vườn triết học
Trung tâm của các bức tượng trong Khu vườn triết học là một vòng tròn. Tâm của vòng tròn là một quả cầu bạc. Các nhân vật đứng thành vòng tròn chung quanh, bao gồm các nhà tư tưởng lớn của nhân loại như: Đức Phật, Abraham (tổ phụ của dân tộc Do Thái),  Akhenaten - Amenhotep IV, Chúa Jesus, Lão Tử, Mahatma Gandhi, Daruma Taishi, và Thánh Francis. Các bức tượng đều có một màu đất và đặt trong một khuôn viên nhiều cây xanh và bài trí đẹp mắt. Một phần dự án khác mà nhà điêu khắc muốn dựng nên là vòng tròn bao gồm vị ngôn sứ nổi tiếng người Do Thái là Moses, nhà lập pháp vĩ đại Hammurabi, Justinian và Hoàng tử Shotoku. Hiện nay, các tác phẩm này vẫn được nhiều du khách đến ghé thăm và chụp lại nhiều khoảnh khắc, và những tác phẩm điêu khắc này được xem như một di sản văn hóa của Hungary.